# Lány gyeplabdatorna a 2010. évi nyári ifjúsági olimpiai játékokon
A 2010. évi nyári ifjúsági olimpiai játékokon a lány gyeplabdatornát augusztus 16. és 24. között rendezték. A tornán 6 nemzet csapata vett részt.

## Lebonyolítás
A 6 résztvevő egy hatos csoportot alkotott, ahol körmérkőzések döntötték el a csoport végeredményét. A csoportkör első két helyezettje játszotta a döntőt, a harmadik és negyedik helyezettje a 3. helyért mérkőzhetett. Az ötödik és hatodik helyezettek az 5. helyért játszhattak.

## Csoportkör
| Színmagyarázat                                                           |
| ------------------------------------------------------------------------ |
| A csoportkör első két helyezettje bejutott a döntőbe.                    |
| A csoportkör harmadik és negyedik helyezettjei a 3. helyért játszhattak. |
| A csoportkör ötödik és hatodik helyezettjei az 5. helyért játszhattak.   |

| Csapat                  | M | Gy | D | V | G+ | G– | Gk  | P  |
| ----------------------- | - | -- | - | - | -- | -- | --- | -- |
| Argentína               | 5 | 4  | 1 | 0 | 17 | 3  | +14 | 13 |
| Hollandia               | 5 | 3  | 2 | 0 | 21 | 5  | +16 | 11 |
| Új-Zéland               | 5 | 3  | 0 | 2 | 10 | 6  | +4  | 9  |
| Dél-Korea               | 5 | 2  | 1 | 2 | 11 | 12 | –1  | 7  |
| Írország                | 5 | 1  | 0 | 4 | 6  | 12 | –6  | 2  |
| Dél-afrikai Köztársaság | 5 | 0  | 0 | 5 | 1  | 28 | –27 | 0  |

| 2010. augusztus 16. 16:00 | Hollandia (NED)                     | 3 – 1               | Írország   | Játékvezetők: Hannah Sanders (GBR) Sarah Bennett (ZIM) |
| 2010. augusztus 16. 16:00 | Plokker 22' · Broek 43' · Derkx 63' | (1 – 0) Jegyzőkönyv | Beatty 42' | Játékvezetők: Hannah Sanders (GBR) Sarah Bennett (ZIM) |

| 2010. augusztus 16. 18:00 | Argentína (ARG)                                                                  | 7 – 0               | Dél-afrikai Köztársaság | Játékvezetők: Chen Hong (CHN) Miskarmalia Mohd Ariffin (SIN) |
| 2010. augusztus 16. 18:00 | Alvarez 18' · Garrafo 23' 64' · Bustos 31' 46' · Albertarrio 34' · Fernandez 39' | (4 – 0) Jegyzőkönyv |                         | Játékvezetők: Chen Hong (CHN) Miskarmalia Mohd Ariffin (SIN) |

| 2010. augusztus 16. 20:00 | Új-Zéland (NZL)              | 3 – 2               | Dél-Korea                        | Játékvezetők: Ayanna McClean (TRI) Maritza Perez Castro (URU) |
| 2010. augusztus 16. 20:00 | Curtis 56' · Dalziel 58' 61' | (0 – 1) Jegyzőkönyv | Baek Ee-Seul 28' · Nam So-Ri 47' | Játékvezetők: Ayanna McClean (TRI) Maritza Perez Castro (URU) |

| 2010. augusztus 17. 16:30 | Hollandia (NED) | 13 – 0              | Dél-afrikai Köztársaság | Játékvezetők: Angela Street (AUS) Ayanna McClean (IRI) |
| 2010. augusztus 17. 16:30 | Derkx 7' 17' 41' · Dell'Anna 14' · Wijk 24' 32' 35' · Mathilde Hotting 44' 50' · de Ruiter 51' · Broek 55' 58' · de Lange 63' | (6 – 0) Jegyzőkönyv |                         | Játékvezetők: Angela Street (AUS) Ayanna McClean (IRI) |

| 2010. augusztus 17. 18:30 | Írország (IRL)         | 2 – 3               | Új-Zéland                     | Játékvezetők: Maritza Perez Castro (URU) Chen Hong (CHN) |
| 2010. augusztus 17. 18:30 | Mullan 22' · Barry 66' | (1 – 1) Jegyzőkönyv | Dennison 7' 64' · Millner 69' | Játékvezetők: Maritza Perez Castro (URU) Chen Hong (CHN) |

| 2010. augusztus 17. 20:00 | Dél-Korea (KOR)  | 1 – 4               | Argentína                                                 | Játékvezetők: Hannah Sanders (GBR) Celine Martin-Schmets (BEL) |
| 2010. augusztus 17. 20:00 | Baek Ee-Seul 52' | (0 – 2) Jegyzőkönyv | Albertarrio 29' · Habif 35' · Fernandez 49' · Alvarez 61' | Játékvezetők: Hannah Sanders (GBR) Celine Martin-Schmets (BEL) |

| 2010. augusztus 19. 16:00 | Dél-Korea (KOR)                              | 3 – 1               | Dél-afrikai Köztársaság | Játékvezetők: Sarah Bennett (ZIM) Maritza Perez Castro (URU) |
| 2010. augusztus 19. 16:00 | Nam So-Ri 8' · Kim Sol 21' · Park Ju-Hui 32' | (3 – 0) Jegyzőkönyv | Jubb 58'                | Játékvezetők: Sarah Bennett (ZIM) Maritza Perez Castro (URU) |

| 2010. augusztus 19. 18:00 | Írország (IRL) | 0 – 3               | Argentína                                        | Játékvezetők: Angela Street (AUS) Celine Martin-Schmets (BEL) |
| 2010. augusztus 19. 18:00 |                | (0 – 1) Jegyzőkönyv | Alvarez 25' · Broccoli 44' · Eugenia Garrafo 70' | Játékvezetők: Angela Street (AUS) Celine Martin-Schmets (BEL) |

| 2010. augusztus 19. 20:00 | Hollandia (NED) | 1 – 0               | Új-Zéland | Játékvezetők: Hannah Sanders (GBR) Miskarmalia Mohd Ariffin (SIN) |
| 2010. augusztus 19. 20:00 | Keetels 59'     | (0 – 0) Jegyzőkönyv |           | Játékvezetők: Hannah Sanders (GBR) Miskarmalia Mohd Ariffin (SIN) |

| 2010. augusztus 20. 16:30 | Dél-Korea (KOR)                 | 3 – 2               | Írország            | Játékvezetők: Ayanna McClean (TRI) Miskarmalia Mohd Ariffin (SIN) |
| 2010. augusztus 20. 16:30 | Lee Yu-Ri 10' 30' · Kim Sol 69' | (2 – 2) Jegyzőkönyv | Brown 11' · Orr 16' | Játékvezetők: Ayanna McClean (TRI) Miskarmalia Mohd Ariffin (SIN) |

| 2010. augusztus 20. 18:00 | Dél-afrikai Köztársaság (RSA) | 0 – 4               | Új-Zéland                         | Játékvezetők: Sarah Bennett (ZIM) Maritza Perez Castro (URU) |
| 2010. augusztus 20. 18:00 |                               | (0 – 3) Jegyzőkönyv | Dennison 17' 37' · Curtis 23' 25' | Játékvezetők: Sarah Bennett (ZIM) Maritza Perez Castro (URU) |

| 2010. augusztus 20. 20:00 | Argentína (ARG)          | 2 – 2               | Hollandia                 | Játékvezetők: Angela Street (AUS) Chen Hong (CHN) |
| 2010. augusztus 20. 20:00 | Garrafo 1' · Alvarez 55' | (1 – 0) Jegyzőkönyv | Dell'Anna 57' · Broek 70' | Játékvezetők: Angela Street (AUS) Chen Hong (CHN) |

| 2010. augusztus 22. 16:00 | Új-Zéland (NZL) | 0 – 1               | Argentína    | Játékvezetők: Angela Street (AUS) Hannah Sanders (GBR) |
| 2010. augusztus 22. 16:00 |                 | (0 – 0) Jegyzőkönyv | Broccoli 61' | Játékvezetők: Angela Street (AUS) Hannah Sanders (GBR) |

| 2010. augusztus 22. 18:00 | Hollandia (NED) | 2 – 2               | Dél-Korea          | Játékvezetők: Chen Hong (CHN) Miskarmalia Mohd Ariffin (SIN) |
| 2010. augusztus 22. 18:00 | Derkx 39' 44'   | (0 – 0) Jegyzőkönyv | Choi 46' · Nam 67' | Játékvezetők: Chen Hong (CHN) Miskarmalia Mohd Ariffin (SIN) |

| 2010. augusztus 22. 20:00 | Dél-afrikai Köztársaság (RSA) | 0 – 1               | Írország  | Játékvezetők: Celine Martin-Schmets (BEL) Ayanna McClean (TRI) |
| 2010. augusztus 22. 20:00 |                               | (0 – 1) Jegyzőkönyv | McKee 27' | Játékvezetők: Celine Martin-Schmets (BEL) Ayanna McClean (TRI) |

## Helyosztók

### Az 5. helyért
| 2010. augusztus 24. 15:00 | Írország (IRL)            | 3 – 1               | Dél-afrikai Köztársaság |  |
| 2010. augusztus 24. 15:00 | Mullan 5' 15' · Ewart 56' | (2 – 1) Jegyzőkönyv | Jubb 21'                |  |

### A 3. helyért
| 2010. augusztus 24. 17:30 | Új-Zéland (NZL)                               | 5 – 4 (h. u.)              | Dél-Korea                                             | Játékvezetők: Hannah Sanders (GBR) Chen Hong (CHN) |
| 2010. augusztus 24. 17:30 | Dennison 15' 17' 47' · MkCaw 25' · Curtis 73' | (3 – 1, 4 – 4) Jegyzőkönyv | Park Eun-Jung 6' · Kang Ji-Na 58' 69' · Nam So-Ri 63' | Játékvezetők: Hannah Sanders (GBR) Chen Hong (CHN) |

### Döntő
| 2010. augusztus 24. 20:00 | Argentína (ARG) | 1 – 2 (h. u.)              | Hollandia        | Játékvezetők: Angela Street (GBR) Maritza Perez Castro (URU) |
| 2010. augusztus 24. 20:00 | Albertarrio 24' | (1 – 0, 1 – 1) Jegyzőkönyv | van Wijk 47' 78' | Játékvezetők: Angela Street (GBR) Maritza Perez Castro (URU) |

| A 2010. évi nyári ifjúsági olimpiai játékok lány gyeplabdatornájának olimpiai bajnoka |
| · HOLLANDIA · 1. cím                                                                  |
| ------------------------------------------------------------------------------------- |

## Végeredmény
| Helyezés | Csapat                        | M | Gy | D | V | G+ | G– | Gk  | P  |
| -------- | ----------------------------- | - | -- | - | - | -- | -- | --- | -- |
| Arany    | Hollandia (NED)               | 6 | 4  | 2 | 0 | 23 | 6  | +17 | 14 |
| Ezüst    | Argentína (ARG)               | 6 | 4  | 1 | 1 | 18 | 5  | +13 | 13 |
| Bronz    | Új-Zéland (NZL)               | 6 | 4  | 0 | 2 | 15 | 10 | +5  | 12 |
| 4.       | Dél-Korea (KOR)               | 6 | 2  | 1 | 3 | 15 | 17 | –2  | 7  |
|          |                               |   |    |   |   |    |    |     |    |
| 5.       | Írország (IRL)                | 6 | 2  | 0 | 4 | 9  | 13 | –4  | 6  |
| 6.       | Dél-afrikai Köztársaság (RSA) | 6 | 0  | 0 | 6 | 2  | 31 | –29 | 0  |